# GSC2524-407
GSC2524-407 — хімічно пекулярна зоря спектрального класу A7, що має видиму зоряну величину в смузі V приблизно 10,2.
Вона  розташована на відстані близько 1080,0 світлових років від Сонця.